# General Miguel Alemán
General Miguel Alemán är en ort i Mexiko.   Den ligger i kommunen Sayula de Alemán och delstaten Veracruz, i den sydöstra delen av landet, 500 km öster om huvudstaden Mexico City. General Miguel Alemán ligger 51 meter över havet och antalet invånare är 117.
Terrängen runt General Miguel Alemán är platt. Runt General Miguel Alemán är det ganska glesbefolkat, med 38 invånare per kvadratkilometer. Närmaste större samhälle är Oluta, 19,8 km norr om General Miguel Alemán. Omgivningarna runt General Miguel Alemán är en mosaik av jordbruksmark och naturlig växtlighet.